# アレクセイス・サラモティンス
アレクセイス・サラモティンス（Aleksejs Saramotins、1982年4月8日 - ）は、ラトビア、リガ出身の自転車競技（ロードレース）選手。

## 来歴

### 2005年
- ラトビア選手権・個人ロードレース 優勝

### 2006年
- ラトビア選手権・個人ロードレース 優勝

### 2007年
- ラトビア選手権・個人ロードレース 優勝

### 2008年
- SEB・タルトゥ・GP 優勝
- スカンディナヴィアン・オープンレース 優勝
- スカンディナヴィアン・ウィーク 総合優勝

### 2009年
- グランプリ・ド・ラ・ヴィユ・ド・リユル 優勝
- ドライヴェンクルス・オヴェライス 優勝
- シュパルカセン・ミュンスターラント・ギーロ 優勝

### 2010年
- ラトビア選手権・個人ロードレース 優勝
- グランプリ・ディスベルグ 優勝

### 2012年
- ラトビア選手権・個人ロードレース 優勝

### 2013年
- ラトビア選手権・個人ロードレース 優勝
- ツール・デュ・ドゥー 優勝

### 2015年
- ラトビア選手権・個人ロードレース 優勝
- ブエルタ・ア・ブルゴス　区間優勝（第5ステージ・個人タイムトライアル）

### 2017年
- ラトビア選手権・個人タイムトライアル 優勝